# Snake Man
Snake Man (Originaltitel: The Snake King, Titel im Film: SnakeMan) ist ein US-amerikanischer Abenteuer-Horrorthriller von Allan A. Goldstein aus dem Jahr 2005, der von Nu Image und Active Entertainment für Equity Pictures Medienfonds GmbH & Co. KG II produziert wurde.

## Handlung
Zu Beginn des Filmes werden zwei Männer von einer riesigen Schlange im Amazonas getötet. In den Tiefen des amazonischen Dschungels werden die Überreste eines Mannes entdeckt. Spätere Untersuchungen ergeben, dass er bei seinem Ableben über 300 Jahre alt gewesen sein muss. Dr. Susan Elters und Dr. Rick Gordon brechen zusammen mit einem Team zu einer zweiten Expedition auf, um dem Geheimnis des hohen Alters auf den Grund zu gehen. Geführt werden sie dabei vom Abenteurer Matt Ford. Das Flugzeug, das das Team in den Amazonas bringen soll stürzt jedoch ab, wobei die Insassen überleben. Das Team um Matt Ford setzt seine Reise fort, begleitet von dem Häuptling eines Indianerstammes, Tika, und dessen Bruder.
Nachdem ein Teammitglied verschwindet, begibt sich der restliche Trupp auf die Suche nach ihm. Er kann aber nur noch seine Leiche auffinden. Weitere Angriffe der Schlange fordern das Leben weiterer Crewmitglieder und das des Bruders des Häuptlings.
Susan will Hilfe holen, wird aber von den Eingeborenen gefangen genommen. Die verbleibenden Matt, Rick und Häuptling Tika treffen auf Tim, einen Überlebenden der ersten Expedition. Dieser will sie zu dem „Geheimnis“ bringen.
Matt wird von einer Schlange gebissen und zusammen mit Rick und Tim von Indianern gefangen genommen, der Häuptling stirbt.
Rick und Tim gelingt die Flucht, letzterer allerdings wird von der Schlange getötet. Susan kann Matt gesund pflegen und wird vom Häuptling der Eingeborenen zum Geheimnis geführt, da sie dessen Sohn das Leben gerettet hat.
Ricks Boss Simon kommt nach einem Anruf Susans mit einer Spezialeinheit in den Dschungel. Er und Rick wenden sich jedoch gegen Susan, die sich den Eingeborenen anschließt.
Nach und nach wird die Spezialeinheit durch die Schlange, die Eingeborenen sowie Susan und Matt dezimiert, bis es in einer Höhle zum Showdown kommt. In dieser Höhle befindet sich auch das Geheimnis: Es existiert eine Quelle mit lebensverlängerndem Wasser.
Ricks Gesicht wird vom Speichel der Schlange verätzt und Simon wird von der mehrköpfigen Schlange zerrissen, sodass nur noch Matt und Susan überleben, denen die Schlange jedoch nichts tut, da Susan und der Häuptling ein Ritual begingen, wodurch sie unantastbar wurden.
Am Ende verrät Susan Matt, dass das Wasser der Schlüssel zum verlängerten Leben ist und die beiden küssen sich.

## Kritik
Auf der Online-Filmdatenbank: „[…] komplett am Kinder-PC zusammenanimierte, mehrköpfige Riesenschlange […] noch genießbar für Freunde billiger Abenteuerfilme, die in den 80ern auch schon mal schlechter waren, damals aber noch lustiger. Für Trash nimmt sich dieser Film hier schlichtweg noch zu ernst.“